# 戈爾登蓋特 (伊利諾伊州)
戈爾登蓋特（英語：Golden Gate）是位於美國伊利諾伊州韋恩縣的一個村落。

## 地理
戈爾登蓋特的座標為38°21′31″N 88°12′16″W / 38.35861°N 88.20444°W，而該地最高點為海拔高度121米（即397英尺）。

## 人口
根據2010年美國人口普查的數據，戈爾登蓋特的面積為0.20平方千米，當中陸地面積為0.20平方千米，而水域面積為0.00平方千米。當地共有人口68人，而人口密度為每平方千米340人。